# Расселл Гарсія
Расселл Гарсія  (англ. Russell Garcia, 20 червня 1970) — британський хокеїст на траві, олімпійський чемпіон.

## Виступи на Олімпіадах
| Олімпіада      | Дисципліна     | Місце |
| -------------- | -------------- | ----- |
| Сеул 1988      | хокей на траві | 1     |
| Барселона 1992 | хокей на траві | 6     |
| Атланта 1996   | хокей на траві | 7     |